# Ліпа (Яворський повіт)
Ліпа (пол. Lipa, нім. Leipe) — село в Польщі, у гміні Болькув Яворського повіту Нижньосілезького воєводства.
Населення — 753 особи (2011).
У 1975-1998 роках село належало до Єленьоґурського воєводства.

## Демографія
Демографічна структура станом на 31 березня 2011 року:
|          | Загалом | Допрацездатний вік | Працездатний вік | Постпрацездатний вік |
| -------- | ------- | ------------------ | ---------------- | -------------------- |
| Чоловіки | 369     | 70                 | 270              | 29                   |
| Жінки    | 384     | 89                 | 217              | 78                   |
| Разом    | 753     | 159                | 487              | 107                  |

## Галерея

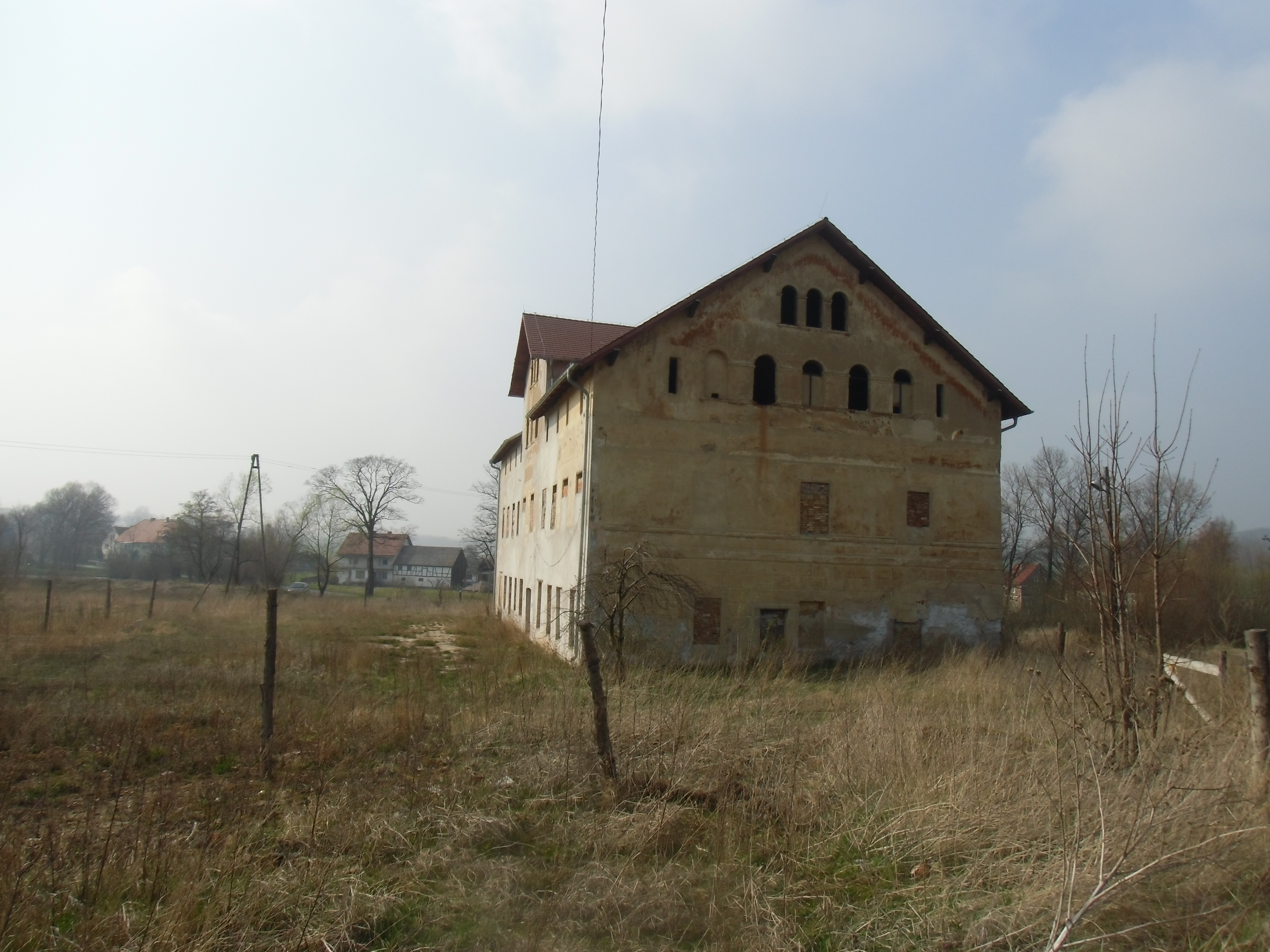
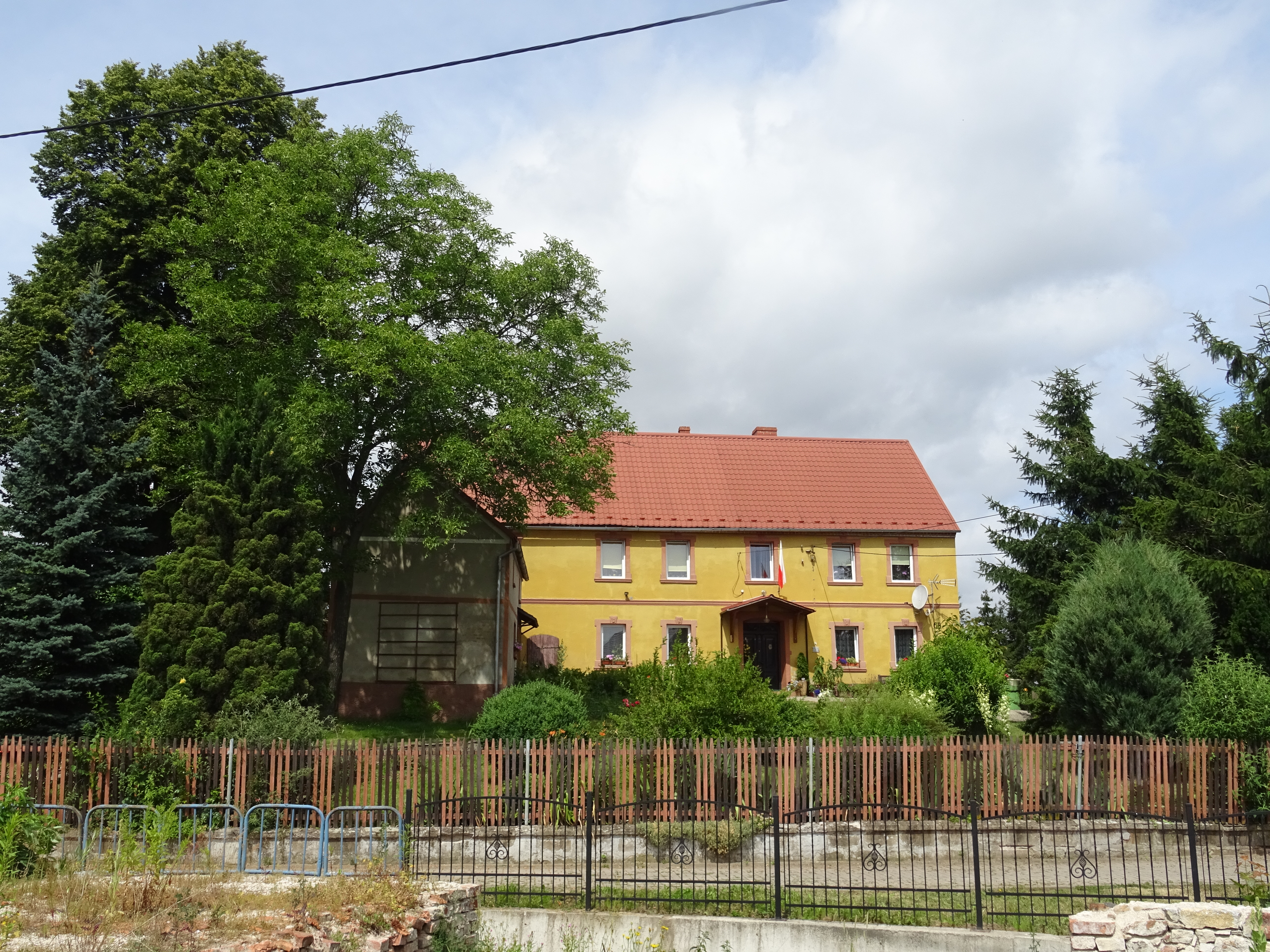
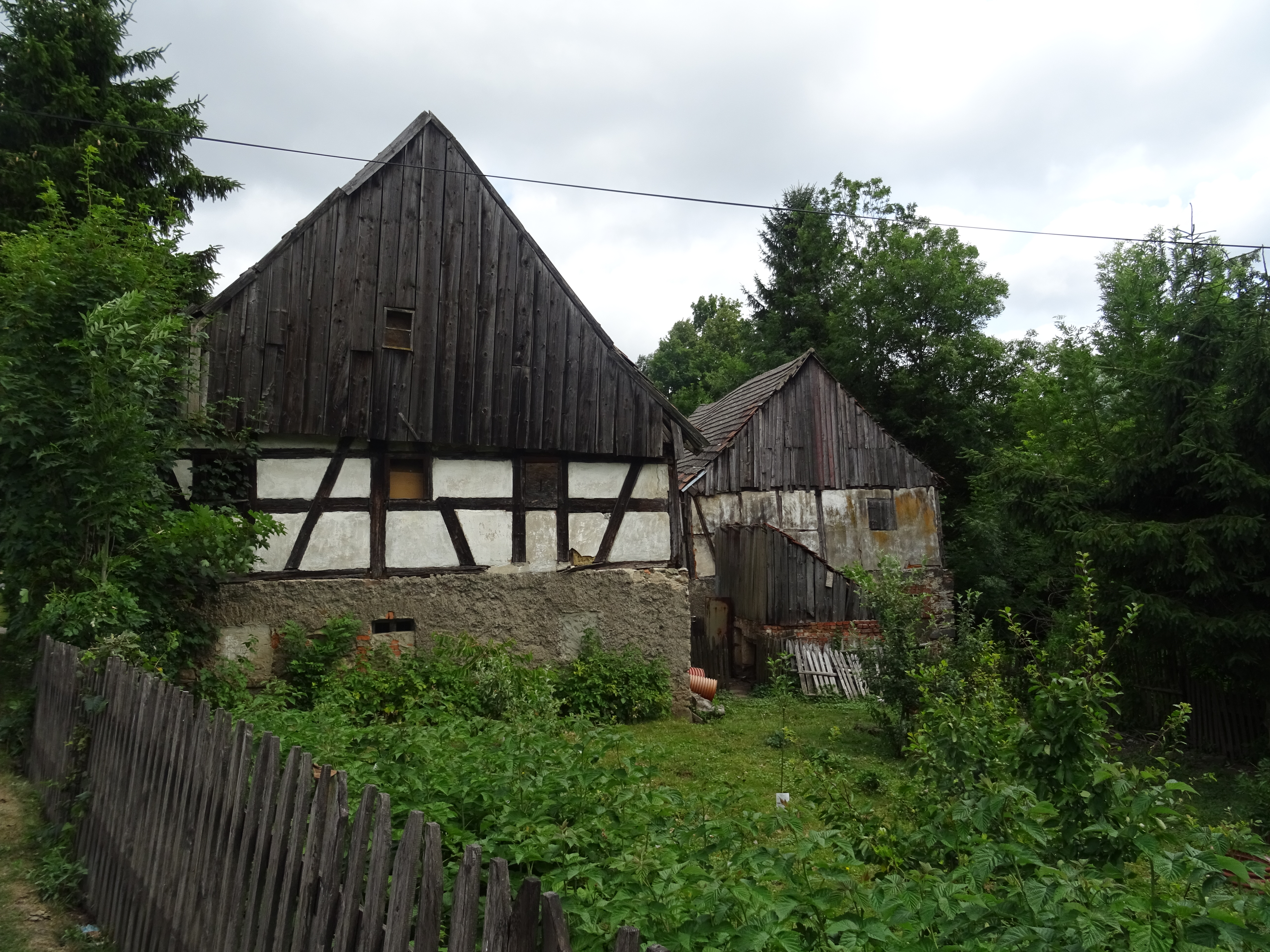
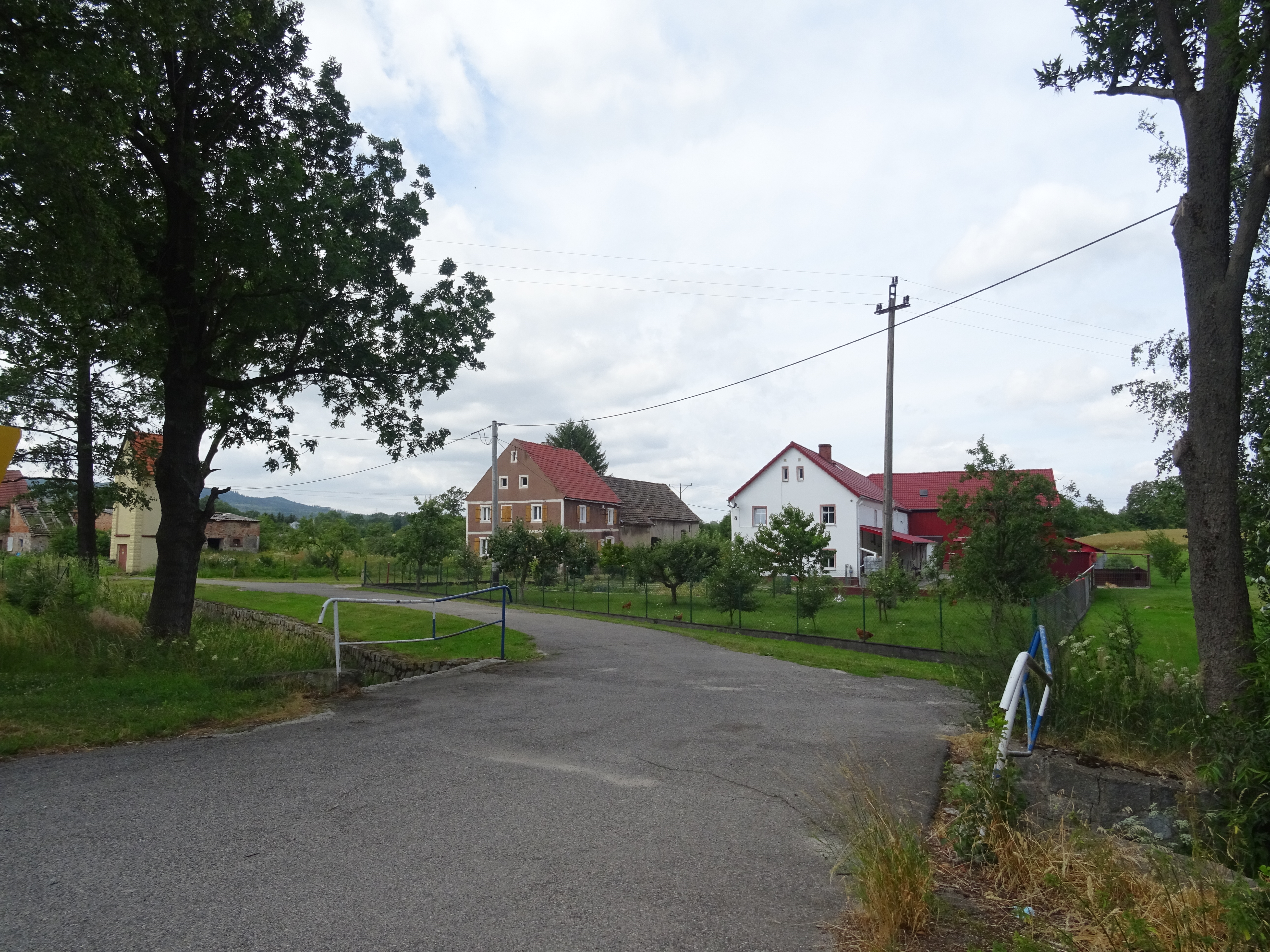